# عبد الله الجنيبي (مخرج)
عبد الله الجنيبي مخرج وممثل إماراتي
(ولد في عام 1970). شارك في تمثيل وإخراج العديد من المسلسلات التلفزيونية.

## أعماله
- خيانة وطن 2016
- غمز البارود 2016
- عام الجمر 2015
- دبي لندن دبي 2015
- دنيا الألم 2012
- أحلام سعيد 2010
- أزهار مريم 2007
- شمس القوايل 2003
- بنت الشمار 1999
- حاير طاير 2000_2001_2003_2005
- مسلسل الميراث 2020